# Валіхановський сільський округ (Біржан-сала район)
Валіха́новський сільський округ (каз. Уәлиханов ауылдық округі, рос. Валихановский сельский округ) — адміністративна одиниця у складі району Біржан-сала Акмолинської області Казахстану. Адміністративний центр — село Валіханово.
Населення — 359 осіб (2021; 491 у 2009, 1891 у 1999, 5068 у 1989).
Станом на 1989 рік існували Валіхановська сільська рада (села Азнабай, Алга, Валіханово, Карасу), Гагарінська сільська рада (села Ворошилово, Койтас, Прожектор), Кудабаська сільська рада (села Жамбай, Кудабас, Терек) та Терецька сільська рада (села Політехнік, Совєтське) Валіхановського району, село Байлюсти як анклав перебувало у складі Аксуйської селищної ради Селетінського району. 1993 року утворено Валіхановський сільський округ (Азнабай, Алга, Валіханово, Ворошилово, Карасу, Койтас, Прожектор, Сапак, Совєтське), села Кудабас та Терек передано до складу Єнбекшильдерського сільського округу. 2000 року села Кудабас та Терек передано до складу Валіхановського сільського округу. Пізніше села Сапак та Совєтське утворили окремий Аксуський сільський округ. Село Ворошилово було ліквідоване 1998 року, села Азнабай, Карасу, Прожектор та Терек — 2009 року, село Кудабас — 2019 року.

## Склад
До складу округу входять такі населені пункти:
| Населений пункт  | Колишні назви | Населення, осіб (1989) | Населення, осіб (1999) | Населення, осіб (2009) | Населення, осіб (2021) |
| ---------------- | ------------- | ---------------------- | ---------------------- | ---------------------- | ---------------------- |
| Азнабай, село    | -             | 148                    | 68                     | 27                     | -                      |
| Алга, село       | -             | 278                    | 173                    | 141                    | 153                    |
| Байлюсти, село   | -             | 18                     | -                      | -                      | -                      |
| Валіханово, село | -             | 3524                   | 781                    | 191                    | 187                    |
| --Кудабас, село  | -             | 810                    | 231                    | 95                     | 5                      |
| --Терек, село    | -             | 138                    | 115                    | 27                     | 14                     |
| Ворошилово, село | -             | 240                    | -                      | -                      | -                      |
| Жамбай, село     | -             | 18                     | -                      | -                      | -                      |
| Карасу, село     | -             | 134                    | 65                     | 4                      | -                      |
| Койтас, село     | -             | 1026                   | 324                    | -                      | -                      |
| Прожектор, село  | -             | 189                    | 134                    | 6                      | -                      |